# Mathilde Bernard
Pour les articles homonymes, voir Bernard.
Mathilde Bernard née le 13 septembre 2000 est une coureuse cycliste française, spécialiste du VTT.

## Palmarès en VTT

### Championnats du monde
- Val di Sole 2019
  -  Médaillée de bronze du four cross
- Val di Sole 2021
  -  Médaillée d'argent du four cross

### Coupe du monde
- Coupe du monde de descente
  - 2021 : 11e du classement général
  - 2022 : 15e du classement général

### Championnats de France
- 2021
  - 2e de la descente
- 2022
  - 2e de la descente